# Svartmålla
Svartmålla (Dysphania melanocarpa) är en amarantväxtart som först beskrevs av John McConnell Black och som fick sitt nu gällande namn av Sergej Mosyakin och Steven Earl Clemants. 
Svartmålla ingår i släktet doftmållor och familjen amarantväxter. Inga underarter finns listade i Catalogue of Life.